# Torneo de Marsella 2016
La Open 13 2016 fue un torneo de tenis que pertenece a la ATP en la categoría de ATP World Tour 250. Se disputó del 15 al 21 de febrero de 2016.

## Distribución de puntos
| Modalidad            | Campeón | Finalista | Semifinales | Cuartos de final | 2ª ronda | 1ª ronda | Clasificados | 2ª ronda de clasificación | 1ª ronda de clasificación |
| Individual masculino | 250     | 165       | 100         | 50               | 25       | 0        | 13           | 7                         | 0                         |
| Dobles masculino     | 250     | 150       | 90          | 45               | 20       | 0        | -            | -                         | -                         |

## Cabeza de serie

### Individuales masculinos
| Tenista         | Ranking | Preclasificado |
| Stan Wawrinka   | 4       | 1              |
| Tomáš Berdych   | 8       | 2              |
| Richard Gasquet | 10      | 3              |
| Marin Čilić     | 12      | 4              |
| Gilles Simon    | 15      | 5              |
| Gaël Monfils    | 16      | 6              |
| David Goffin    | 17      | 7              |
| Benoît Paire    | 21      | 8              |

- Ranking del 8 de febrero de 2016

### Dobles masculinos
| Tenista                         | Ranking | Preclasificado |
| Feliciano López Marc López      | 72      | 1              |
| Mate Pavić Michael Venus        | 82      | 2              |
| Nicolas Mahut Lucas Pouille     | 97      | 3              |
| Wesley Koolhof Matwé Middelkoop | 103     | 4              |

## Campeones

### Individuales masculinos
Nick Kyrgios venció a  Marin Čilić por 6-2, 7-6(3)

### Dobles masculinos
Mate Pavić /  Michael Venus vencieron a  Jonathan Erlich /  Colin Fleming por 6-2, 6-3